# Mai Ball!
Mai Ball! (マイぼーる!, Mai Bōru!) est un manga sur le football écrit et dessiné par Sora Inoue. Il est prépublié entre le 27 juillet 2012 et le 22 mars 2019 dans les magazines Young Animal puis Young Animal Arashi publiés par Hakusensha, et un total de seize tomes sont commercialisés. La version française est publiée par Ototo depuis mai 2019.

## Histoire
Mai Miyano est amoureuse de son ami d'enfance Kunimitsu Hasuga, footballeur de génie. Elle n'était pas particulièrement intéressée par le football, mais à force de s'entrainer avec Kunimitsu, elle a développé un réel talent. Tout va changer quand la jolie Reika va vouloir intégrer Mai, car jalouse de sa complicité avec Kunimitsu, à sa toute nouvelle équipe de football féminine du lycée.

## Manga
Le premier chapitre est publié le 27 juillet 2012 dans le Young Animal de l'éditeur Hakusensha, le dernier chapitre est paru le 22 mars 2019 dans le Young Animal, et le seizième et dernier volume est paru le 29 juillet 2019. La version française est publiée par Ototo à partir du 17 mai 2019.

### Liste des volumes
| no | Japonais          | Japonais          | Français          | Français          |
| no | Date de sortie    | ISBN              | Date de sortie    | ISBN              |
| -- | ----------------- | ----------------- | ----------------- | ----------------- |
| 1  | 29 janvier 2013   | 978-4-59-214111-2 | 17 mai 2019       | 978-2-3771-7207-8 |
| 2  | 28 juin 2013      | 978-4-59-214112-9 | 17 mai 2019       | 978-2-3771-7208-5 |
| 3  | 29 octobre 2013   | 978-4-59-214113-6 | 21 juin 2019      | 978-2-3771-7212-2 |
| 4  | 28 mars 2014      | 978-4-59-214114-3 | 05 juillet 2019   | 978-2-3771-7213-9 |
| 5  | 29 août 2014      | 978-4-59-214115-0 | 27 septembre 2019 | 978-2-3771-7244-3 |
| 6  | 29 janvier 2015   | 978-4-59-214116-7 | 29 novembre 2019  | 978-2-3771-7262-7 |
| 7  | 29 mai 2015       | 978-4-59-214117-4 | 28 février 2020   | 978-2-3771-7285-6 |
| 8  | 29 octobre 2015   | 978-4-59-214118-1 | 19 juin 2020      | 978-2-3771-7301-3 |
| 9  | 28 avril 2016     | 978-4-59-214119-8 | 28 août 2020      | 978-2-3771-7317-4 |
| 10 | 29 septembre 2016 | 978-4-59-214120-4 | 26 février 2021   | 978-2-3771-7342-6 |
| 11 | 29 mars 2017      | 978-4-59-214121-1 | 30 avril 2021     | 978-2-3771-7364-8 |
| 12 | 29 septembre 2017 | 978-4-59-214122-8 | 27 août 2021      | 978-2-3771-7380-8 |
| 13 | 29 mars 2018      | 978-4-59-214123-5 | 25 février 2022   | 978-2-3771-7432-4 |
| 14 | 29 septembre 2018 | 978-4-59-216264-3 | 24 février 2023   | 978-2-3771-7449-2 |
| 15 | 29 mars 2019      | 978-4-59-216265-0 | 28 février 2025   | 978-2-3771-7482-9 |
| 16 | 29 juillet 2019   | 978-4-59-216266-7 | 25 avril 2025     | 978-2-3771-7511-6 |

### Édition japonaise
1. 1 2  Tome 1
2. 1 2  Tome 2
3. 1 2  Tome 3
4. 1 2  Tome 4
5. 1 2  Tome 5
6. 1 2  Tome 6
7. 1 2  Tome 7
8. 1 2  Tome 8
9. 1 2  Tome 9
10. 1 2  Tome 10
11. 1 2  Tome 11
12. 1 2  Tome 12
13. 1 2  Tome 13
14. 1 2  Tome 14
15. 1 2  Tome 15
16. 1 2  Tome 16

### Édition française
1. 1 2  Tome 1
2. 1 2  Tome 2
3. 1 2  Tome 3
4. 1 2  Tome 4
5. 1 2  Tome 5
6. 1 2  Tome 6
7. 1 2  Tome 7
8. 1 2  Tome 8
9. 1 2  Tome 9
10. 1 2  Tome 10
11. 1 2  Tome 11
12. 1 2  Tome 12
13. 1 2  Tome 13
14. 1 2  Tome 14
15. 1 2  Tome 15
16. 1 2  Tome 16